# デスモグレイン

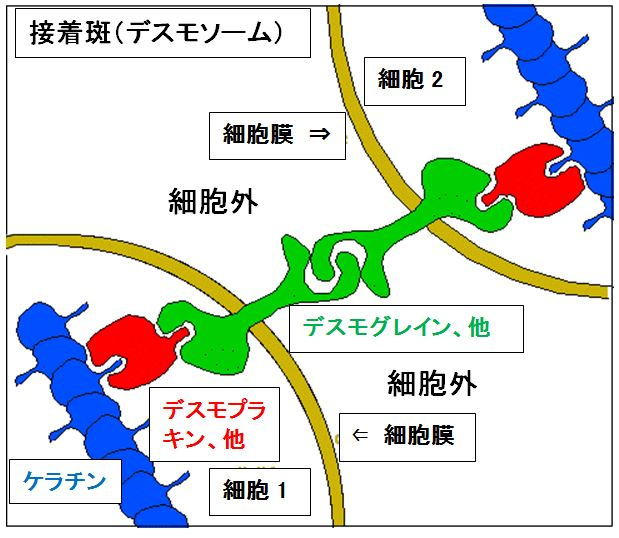
図1．接着斑の2次元模型。細胞接着タンパク質（緑色）、細部膜（黄緑色）、細胞膜裏打ちタンパク質（赤色）、中間径フィラメント（青色）

デスモグレイン（英: desmogleins、DG、DSG、Dsg）は、細胞接着装置の1つである接着斑（デスモソーム）の細胞接着分子で、カルシウム結合性の膜貫通タンパク質（transmembrane protein）である。
カドヘリン様配列があるので、接着斑カドヘリン（desmosomal cadherins）とも呼ばれ、カドヘリンファミリーの糖タンパク質である。4つのアイソフォーム・デスモグレイン1、デスモグレイン2、デスモグレイン3、デスモグレイン4があり、対応する4つの遺伝子は18番染色体にある。主に表皮を材料に研究されているが、小腸、乳腺、気管、膀胱、肝臓、心臓、胸腺などの臓器にも存在する。

## デスモグレイン分子群
デスモグレインの4つのアイソフォームの詳細は各項目を参照されたい。
- デスモグレイン1 (desmoglein 1)
- デスモグレイン2 (desmoglein 2)
- デスモグレイン3 (desmoglein 3)
- デスモグレイン4 (desmoglein 4)

## 発見
1974年、米国・ボストン医科大学のクリスチン・スケロウ（Christine J. Skerrow）とジェディオン・マトルトシー（A. Gedeon Matoltsy）が牛の鼻の上皮から接着斑を単離し、SDS電気泳動の分子量が230 kDa、210 kDa、140 kDa、120 kDa、90 kDa、75 kDa、60 kDaの7種類の主要な構成タンパク質を発見した。
スケロウとマトルトシーが生化学的な突破口を開いたことで、1980年代、接着斑の構成タンパク質に関する研究が大きく前進した。ドイツがん研究センターのウェルナー・フランケ（Werner W. Franke）や米国・プリンストン大学のマルコム・スタインバーグ（Malcolm S.Steinberg）らの寄与が大きい。
1981年、スタインバーグは、生化学的分析に耐えるミリグラム量のデスモグレイン単離法を開発したが 、この時点では、命名していない。
1983年、スタインバーグは、接着斑の160 kDaのタンパク質に対して、「desmosome」（接着斑）＋「glea」（「のり、接着」の意）＋タンパク質の接尾語「in」を合わせて「desmo-gle-in」、つまり「desmoglein」（デスモグレイン）と命名した 。 
1990年、ドイツのフランケがcDNAの塩基配列を決定し、カドヘリンファミリーの一員であることを発見した 。
1993年、それ以前から、接着斑の構成タンパク質が多数発見されるにつれ、名称が混乱していた。「構造」の節で述べるが、特に、デスモコリン（desmocollins）と命名されたタンパク質は、デスモグレインと構造がよく似ている。それで、接着斑の世界の研究者が相談し、統一命名法を提案した 。現在もその命名法が使用されている。この記事はその命名法に従って書いている。実は、名称の混乱は1993年以前から問題視されていた。1986年、チバ財団シンポジウム（Ciba Foundation Symposium）で接着斑の世界の研究者が一堂に会した時、統一しようと話し合ったのだが、この時は、とん挫した。

## 機能
デスモグレインは、図1に示すように、接着斑のカルシウム依存性の「細胞－細胞接着」を担う膜貫通タンパク質（transmembrane protein）で、同親性結合（ホモフィリック結合、homophilic adhesion）の細胞接着分子として、表皮、小腸、乳腺、気管、膀胱、肝臓、心臓、胸腺などの臓器で細胞接着の機能を果たしている。

## 構造
デスモグレインは、SDS電気泳動で160 kDa (150 kDa) の糖タンパク質とされているが、cDNAの塩基配列から推定されたデスモグレインのアイソフォームの1つ・「デスモグレイン1」のアミノ酸残基数は、959個である。対応分子量は102 kDaで、160 kDa (150 kDa) との差分は糖鎖とSDS電気泳動の特性である（ある種のタンパク質はSDS電気泳動で分子量値がずれる）。細胞内ドメインにプラコグロビン（plakoglobin）とプラコフィリン（plakophilin）結合部位がある。
構造は、デスモコリン（desmocollins）とよく似ている。デスモグレインの特徴は、以下の「7.繰返し単位ドメイン（repeat unit domains：RUD)」があることで、デスモコリンには繰返し単位ドメインがない。

図2のドメイン構造モデルに対応させて、単量体のN末端側からC末端側へと説明する。

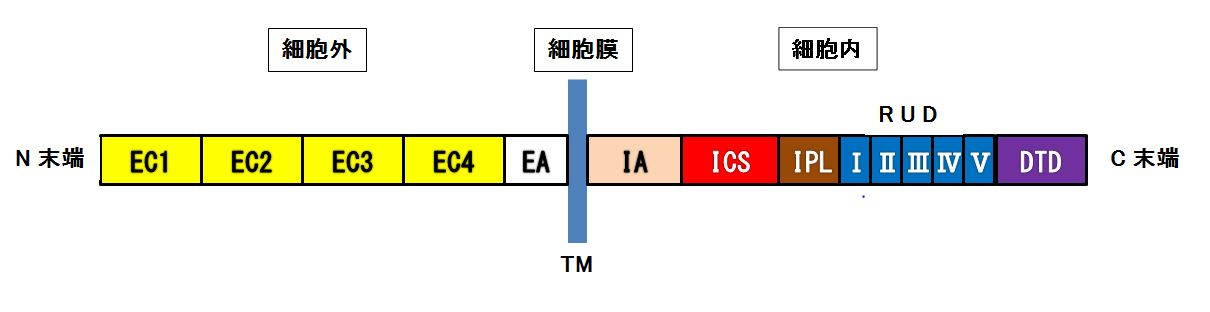
図2．デスモグレインのドメイン構造。RUDの数はデスモグレインのアイソフォームで異なる。代表にデスモグレイン 1の5個を描いたが、デスモグレイン 2は6個、デスモグレイン 3は2個、デスモグレイン 4は3個である。略号: DTD, desmoglein terminal domain; EA, extracellular anchor domain; EC, extracellular cadherin domain; IA, intracellular anchor; ICS, intracellular cadherin sequence; IPL, intracellular proline rich linker; RUD, repeating unit domain; TM, transmembrane domain。

1. EC(N末端側)・・・細胞外に4つのEC（extracellular cadherin）ドメインがある。このECドメインがカドヘリン様配列を持っている。
2. EA・・・細胞外に1つの細胞外アンカー(extracellular anchor)ドメインがある。
3. TM・・・膜貫通ドメイン（transmembrane domain）。
4. IA・・・細胞内に1つの細胞内アンカー(intracellular anchor）ドメインがある。このドメインは、接着斑(デスモソーム)形成と細胞接着に重要である。
5. ICS・・・細胞内カドヘリン様配列（intracellular cadherin-like sequence)で、プラコグロビン（plakoglobin）に結合する部位である。
6. IPL・・・細胞内プロリンリッチ・リンカー（intracellular proline-rich linker：IPL）。
7. RUD・・・繰返し単位ドメイン（repeat unit domains：RUD)はデスモグレインにあって、デスモコリンなないドメインである。繰返し単位の1個は28～30アミノ酸残基である。デスモグレインのアイソフォームによってで繰返し単位数が異なり、デスモグレイン1は5個、デスモグレイン2は6個、デスモグレイン3は2個、デスモグレイン4は3個である。
8. DTD（C末端側）・・・デスモグレイン末端ドメイン（desmoglein terminal domain：DTD）。

## 疾患
デスモグレインの異常は接着斑の異常、つまり、上皮組織の異常になる。デスモグレインの変異または自己抗体が原因のヒト皮膚病を示す。
| デスモグレイン  | 皮膚病 |
| --------------- | --- |
| デスモグレイン1 | Striate palmoplantar keratoderma 落葉状天疱瘡（Pemphigus foliaceous） Bullous impetigo 伝染性膿痂疹（でんせんせいのうかしん）（Staphylococcal scalded skin syndrome） ブラジル天疱瘡（Fogo selvagem） 紅斑性天疱瘡（Pemphigus erythematosus） 尋常性天疱瘡（Mucosal pemphigus vulgaris） |
| デスモグレイン2 | 不整脈源性右室心筋症 (Arrhythmogenic right ventricular dysplasia、ARVD) |
| デスモグレイン3 | 尋常性天疱瘡（Mucosal pemphigus vulgaris） 増殖性天疱瘡（Pemphigus vegetans） |
| デスモグレイン4 | 遺伝性魚鱗癬（inherited ichthyosis） 尋常性天疱瘡(pemphigus vulgaris) Localized autosomal recessive hypotrichosis 連珠毛（れんじゅもう）（Autosomal recessive monilethrix） |